# Падать в грязь
«Падать в грязь» — песня российской певицы Монеточки в жанрах поп и инди-поп, выпущенная 17 мая 2019 года лейблом «М2» через цифровую дистрибуцию. Совместно с выпуском сингла состоялся релиз анимационного музыкального клипа, в создании которого принимали участие 13 разных художников. Помимо клипа также состоялась презентация песни в рамках телешоу «Вечерний Ургант», где Монеточка выступила в качестве музыкального гостя.
«Падать в грязь» стилистически продолжает наиболее популярный релиз певицы, студийный альбом «Раскраски для взрослых». В песне Монеточка, уже как состоявшаяся артистка, размышляет о своём положении в музыкальной индустрии и иронизирует над действительностью современной России. Слова написаны самой Монеточкой, а за продюсирование песни отвечал Витя Исаев, ответственный в том числе и за большинство других песен артистки.
Несмотря на то, что фанаты певицы благосклонно приняли новый релиз, мнения профильных журналистов разошлись. Некоторые положительно охарактеризовали новую песню Монеточки, в то время как большинство других отметили вторичность звучания, а также слабый и не запоминающийся текст, посчитав что «Падать в грязь» в целом проигрывает ранним работам певицы.

## Создание и релиз
Песня вышла почти спустя полгода после выпуска последней на тот момент работы Монеточки, сингла «Не хочу ничего знать», вышедшей 1 ноября 2018 года (не считая кавер на песню «На заре» группы «Альянс» и клип на трек «Нимфоманка» с альбома «Раскраски для взрослых»). Таким образом «Падать в грязь» стала первым релизом после продолжительного затишья в творчестве певицы.
«Падать в грязь», как и подавляющее большинство других работ певицы, выполнена в жанрах поп и инди-поп, а также развивает звучание первого успешного студийного альбома Монеточки — «Раскрасок для взрослых». За продюсирование трека, как и за предыдущие песни Лизы, отвечал Виктор Исаев. В тексте песни Лиза рассуждает о своём месте в музыкальном бизнесе и поёт о том, что «продалась» музыкальной индустрии и что сотрудничество с корпорациями не есть плохо, а также иронизирует над своим успехом и социальной действительностью современной России. При этом одноимённое с синглом выражение «падать в грязь», используемое Монеточкой в припеве («я хочу велосипед и чистой футболкой падать, падать, падать, падать в грязь»), используется одновременно в буквальном и переносном смыслах; таким образом Монеточка метафорично заявляет о своей готовности «запачкаться» коммерческими проявлениями музыкального бизнеса. Строчки «Сегодня утром в новостях плясали танцы на костях <…> Падают звезды, поймать бы хоть одну. Бомбы-ракеты летят, не знаю, куда-откуда» по мнению редактора сайта Алексея Щеголева rugrad.eu представляют собой критику борьбы родительских комитетов с творчеством молодых артистов, а также боязни взрослых «опасностью» сети Интернет. «Страшны не социальные сети, не интернет, а тот самый реальный мир, построенный взрослыми», — подытоживает Щеголев.
Релиз песни «Падать в грязь» состоялся 17 мая 2019 года на лейбле М2 через цифровую дистрибуцию. Совместно с синглом также вышел анимационный музыкальный клип, также Монеточка представила песню на шоу «Вечерний Ургант» в качестве приглашённого музыкального гостя, закрывающего финальный сегмент программы. До этого Монеточка уже не раз становилась гостьей «Вечернего Урганта», в том числе исполнив песню «Каждый раз» с альбома «Раскраски для взрослых». Позже Монеточка также провела презентацию сингла на своём летнем концерте 1 июня 2019 года в «Зелёном театре» и 7 июня в петербургском A2 Green Concert, в рамках праздничной концертной программы «21 год на эстраде». Сингл также вошёл в состав саундтрека сериала «Просто представь, что мы знаем» режиссёра Романа Волобуева.

### Музыкальное видео
«Лирик-видео — это, по сути, караоке, которое во всем мире делается очень скучно. У нас в стране много талантов, поэтому пришла идея собрать вместе всех и за десять дней до премьеры собрать это видео, где каждый аниматор смог показать разный стиль. В центре сюжета Лиза и движение, так как этот трек про движение, лето и немного бунт. Собирать аниматоров мне помог Сыендук».
— Егор Лоскутов в комментарии для «Афиши Daily»
Выход анимационного музыкального видео на песню состоялся одновременно с выпуском сингла — 17 мая 2019 года. За две недели клип набрал порядка 2 миллионов просмотров, а по состоянию на 27 августа 2024 года — более 18 миллионов просмотров. Созданный в формате лирик-видео музыкальный клип показывает как Монеточка, выступающая главной героиней клипа, попадает в различные ситуации, например путешествует по просторам космоса, ходит по городу и отдыхает в ночном клубе. В создании анимации поучаствовали 13 разных художников: Sasha Sashev, EmiLTwiL, Naya Star, Yu Toya, Redwaytoo, Enkeight, Mad Ryouko, Dollscratch, BACR, Heh Brukva-Turnip, MC Lao, Семен Поляков и Diма Чеч. Вследствие этого в видео постоянно меняются стили анимации. Некоторые отсылают к популярным мультфильмам или стилям анимации, вроде мультфильмов про Бетти Буп и аниме 80-х. По словам креативного продюсера работы Егора Лоскутова, соавтора популярного YouTube-канала Сыендук, к аниматором обратились за десять дней до премьеры клипа и при работе над доверенным им сегментам клипа просили «отразить каждому свой стиль». По словам Лоскутова, работа над клипом Монеточки позволила ему познакомиться со множеством талантливых аниматоров, с которыми впоследствии он стал работать над своими проектами, вроде скетч-шоу «Я это уже видел».

## Восприятие
Поклонники артистки положительно отнеслись к релизу. Сингл вошёл в список лучших музыкальных релизов мая 2019 года по версии редакции «ТНТ Music», а также в список 14 лучших треков мая 2019 по версии белорусского онлайн-журнала 34mag. Песня вошла в список 50 наиболее прослушиваемых треков лета 2019 года в Санкт-Петербурге в «Яндекс.Музыке». При этом мнения профильных журналистов оказались противоположными: некоторые критики благосклонно отнеслись к песне, другие же посчитали что певица стагнирует в отработанном в «Раскрасках для взрослых» звучании, никак его не развивая и не добавляя в своё творчество нечто новое.
Рецензент издания «Ридус» Александр Мучаев резко негативно оценил сингл. «Новый сингл Монеточки <…> — это всё, что угодно, но не песня главной певицы эпохи, коей её некоторые восторженные критики поспешили объявить», — начинает свою рецензию Мучаев. По мнению автора, смысловая наполненность песни не содержит ничего примечательного и что «Падать в грязь» забудется уже через пару минут после прослушивания. Подытоживая, Мучаев оценивает сингл Монеточки в 3 балла из 10. В подборке треков недели сингл был назван редакцией «ТНТ Music» «не самой находчивой иронизацией своего успеха» Лизы Монеточки, выход которого состоялся «как-то не своевременно», и что вместо «Падать в грязь» редакция ожидала нечто уровня «Не хочу ничего знать». Песня удостоилась благосклонных отзывов Дарьи Зарубиной, представляющей «Газету.Ru», и вошла в список семи лучших песен недели 13—17 мая 2019. «Певица Монеточка <…> в очередной раз доказала — кроме нее самой так весело и играючи петь о тщетности бытия никто не умеет», комментирует релиз Зарубина.
«Падать в грязь» рассматривалась несколькими журналистами издания «Ваш досуг». Редактор по фамилии Коханов в целом позитивно отозвался о песне и о творчестве певицы в целом, тем не менее отметив, что не все её работы «близки» ему, а также что «в музыке и пении [Монеточки] нет эксперимента» из-за чего автор не открывает для себя ничего нового. По мнению другого рецензента издания по фамилии Горлинский, «Падать в грязь» стилистически и по звучанию повторяет раннее творчество Лизы, в частности сравнивая песню с синглом «Последняя дискотека» 2017 года, как имеющую «те же заходы, так же, в той же концентрации поданные». Под конец Горлинский отметил, что «эта стабильность смыслов не прокатывает». Приглашённый музыкальный критик Кадрия Мелади назвала сингл Монеточки хорошим треком, в котором исполнительница продолжает разрабатывать своё собственное звучание, и охарактеризовала его как «нежный девчоночный трек про поколение 20-летних».

## Список композиций
| №  | Название         | Текст песни         | Музыка       | Длительность |
| -- | ---------------- | ------------------- | ------------ | ------------ |
| 1. | «Падать в грязь» | Елизавета Гырдымова | Виктор Исаев | 2:48         |

## Позиции в чартах
| Чарт (2021)              | Высшая позиция |
| ------------------------ | -------------- |
| Россия («ВКонтакте»)     | 17             |
| Россия («Яндекс.Музыка») | 6              |
| Россия (YouTube Music)   | 1              |